# 비르지니 르두아얭
비르지니 페르난데스(프랑스어: Virginie Fernandez, 1976년 11월 15일~)는 예명인 비르지니 르두아얭(Virginie Ledoyen, [viʁʒini lədwaˈjɛ̃])으로 알려진 프랑스의 배우이다.

## 생애와 경력
파리 근교에 있는 도시인 오베르빌리에에서 태어났다. 어머니 올가는 식당 경영자였고 아버지 베르나르 페르난데스는 청소 용품을 판매하는 상인이였다. 친할아버지는 스페인 출신이다. 두 살 때 그림 모델이 되었고, 나중에 배우였던 친할머니의 결혼 전 성에서 르두아얭이라는 예명을 따왔다.
배우로서 주목을 받은 작품은 《La Fille seule》(1995)이며, 이 작품을 통해서 세자르상 신인여우상 후보에 올랐다. 또한 《Les marmottes》(1993), 《L'eau froide》(1994)를 통해서 세자르상에 두 차례 후보에 올랐다. 프랑스 밖에서 가장 잘 알려져있는 출연작으로는 리어나도 디캐프리오와 함께 출연한 《비치》(2000)가 있다.
2013년, 제70회 베네치아 국제 영화제의 심사위원단으로 지명되었다.

## 출연 작품

### 영화
- 돈 쥬앙 (1986)
- 차가운 물 (1994, L'Eau froide)
- 의식 (1995)
- 마작 (1996)
- 군인의 딸은 울지 않는다 (1998)
- 비치 (2000)
- 8명의 여인들 (2002)
- 즐거운 여행 (2003)
- 발렛 (2006)
- 백우즈 (2006, Bosque de sombras)
- 쉘 위 키스 (2007)
- 아미 오브 크라임 (2009)
- 페어웰, 마이 퀸 (2012) - 가브리엘 폴리냐크 역
- 미친개들 (2015)
- 레미: 집 없는 아이 (2018)
- 귀환 (2023, Le Retour)

### 텔레비전
- 레 미제라블 (2000)